# Золушка (фильм, 2021)
«Золушка» (англ. Cinderella) ― музыкальный романтический фильм 2021 года, снятый по одноимённой сказке Шарля Перро.
Разработка фильма началась в апреле 2019 года, когда Sony Pictures Entertainment анонсировала фильм в музыкальном стиле «Золушка» с Кэй Кэннон в качестве сценариста и режиссёра. Фильм был спродюсирован Джеймсом Корденом через Fulwell 73 с Лео Перлманом, Джонатаном Кадином и Шеннон Макинтош. Основные съемки начались в феврале 2020 года в Pinewood Studios, но были приостановлены в марте 2020 года из-за пандемии COVID-19. Производство возобновилось в августе 2020 года и завершилось в сентябре.
Фильм был выпущен в избранных кинотеатрах и в цифровом виде на Amazon Prime Video 3 сентября 2021 года. Фильм получил смешанные отзывы критиков.

## Сюжет
Золушка — амбициозная девушка, которая хочет открыть свой магазин под названием «Платья от Эллы». Однажды  она замечает принца Роберта на церемонии смены караула. На следующий день Роберт, одетый как простолюдин, идет на рынок, где находит Эллу, пытающуюся продать свое платье. После некоторого игривого подшучивания он покупает его в три раза дороже, чем она первоначально просила. Позже он приглашает её на бал, который состоится через две недели, с обещанием познакомить её с разными людьми со всего мира, чтобы она могла продавать им свои платья.
Когда наступает долгожданный день, Элла готовится, а её мачеха Вивиан бросает чернила на её платье и говорит ей, что только её сводные сестры, Мальволия и Нарисса, могут пойти на бал. Элле грустно, но её Сказочная крестная волшебным образом появляется и одевает её в красивое платье, стеклянные туфли, превращает мышей в лакеев, а ящик в карету. Элла идет на бал и знакомится с Татьяной, приглашенной королевой, которая предлагает ей отправиться в кругосветное путешествие в качестве портнихи для неё и просит встретиться с ней на следующий день на рыночной площади. Позже Роберт находит Эллу, показывает своей сестре, принцессе Гвен, платье, которое он купил у Эллы ранее, и делает предложение Элле. Однако Элла отказывается, так как хочет начать свою карьеру. Она говорит, что если выйдет за него замуж, то это будет концом её мечты, а Роберт с малых лет хотел стать королем и тоже не готов с этим смириться. Ровно в полночь она покидает зал, бросив туфлю в одного из слуг короля, который пытается её поймать. На следующий день Вивиан рассказывает Элле историю своей жизни о том, что она была такой же амбициозной девушкой, как Элла, и даже получила возможность учиться игре на фортепиано в известной музыкальной школе. Однажды она ушла из дома учиться, а когда вернулась домой, муж подал на развод с ней, сказав, что она неподходящая жена, и выгнал её и её дочерей. Когда она собирается выйти из комнаты Эллы, она находит хрустальную туфельку, и, узнав правду о том, что её падчерица ― таинственная принцесса, пытается убедить Эллу выйти замуж за Роберта. Элла отказывается.
Когда король входит в комнату королевы, она говорит, что он любил её до того, как стал королем, и что он не проявляет к ней никакого уважения и даже не принимает её слов. Затем она говорит, что с тех пор, как её муж стал королем, он думал только о расширении своего королевства. Мать Роберта дает королю понять, что будет правильно позволить ему жениться на простолюдинке. Роберт продолжает искать Эллу и находит её в лесу. Они признаются друг другу в любви. Элла и Роберт целуются и добираются до рынка вовремя, чтобы показать одному благодетелю свои проекты, который принимает их и просит Эллу путешествовать с ней.
Роберт знакомит Эллу с Роуэном и Беатрис и сообщает им об их решении путешествовать по миру. Он знает, что это разрушит план его будущего восхождения на трон, но Беатрис улыбается, когда Роуэн с гордостью заявляет, что Гвен (которая неоднократно проявляла интерес и способности к государственным делам) теперь будет первой в очереди на трон. Граждане королевства собираются, чтобы стать свидетелями церемонии, объявляющей о положении принцессы и о том, что Роберт и Элла влюблены.

## В главных ролях
- Камила Кабельо ― Золушка
- Идина Мензел ― Вивиан
- Минни Драйвер ― королева Беатрис
- Николас Голицын ― принц Роберт
- Билли Портер ― гендерно-нейтральная[2] фея-крёстная
- Пирс Броснан ― король Роуэн
- Мэдди Байллио[вд] ― Малволия
- Шарлотта Спенсер ― Нарисса
- Джеймс Корден ― мышь Роб (голос)
- Джеймс Акастер[вд] ― мышь Саймон (голос)
- Рамеш Ранганатхан[вд] ― мышь Фрэнки (голос)
- Таллула Грив[вд] ― принцесса Гвен
- Беверли Найт[вд] ― королева Татьяна
- Док Браун[вд] ― городской глашатай
- Роб Бекетт[вд] ― Томас Сесил
- Дженет Ле Лешор ― Уилбур
- Фра Фи[вд] ― Хенч
- Люк Летчмен ― Грифф
- Мэри Хиггинс ― принцесса Лора
- Накай Варикандва ― принцесса Накай
- Нанди Бушелл[вд]

## Производство
В апреле 2019 года Columbia Pictures анонсировала фильм «Золушка» с Кей Кэннон в качестве сценариста и режиссёра. Идея переосмыслить «Золушку» пришла от Джеймса Кордена, который продюсировал фильм через Fulwell 73 с Лео Перлманом, Джонатаном Кадином и Шенноном Макинтошем.
В апреле 2019 года Камила Кабельо была выбрана на роль Золушки. В октябре 2019 года было объявлено, что ведутся переговоры с Идиной Мензель и Билли Портером. В декабре 2019 года Николас Голицын был включен в актёрский состав.
Основные съемки начались в феврале 2020 года в Pinewood Studios в Великобритании. Съемки были приостановлены в марте 2020 года из-за пандемии COVID-19. Производство возобновилось в августе 2020 года и завершилось в сентябре.
Карета Золушки была разработана с учётом продвижения Mercedes Benz.

## Саундтрек
В апреле 2019 года было объявлено, что Камила Кабельо работает над саундтреком к фильму. В октябре 2020 года Идина Мензель подтвердила, что у неё и Камилы также есть оригинальные песни. 2 августа 2021 года режиссёр объявил, что саундтрек будет выпущен 3 сентября 2021 года.
В феврале 2021 года Джессика Роуз Вайс подтвердила, что она и Микаэль Данна записывали партитуру с оркестром под руководством Йоханнеса Фогеля на сцене Synchron в Вене. Партитура фильма была выпущена в цифровом виде компанией Sony Classical 3 сентября.
| №                   | Название                     | Длительность |
| ------------------- | ---------------------------- | ------------ |
| 1.                  | «Ella's Village»             | 0:48         |
| 2.                  | «Find a Match»               | 0:38         |
| 3.                  | «Wifey Fish Guts»            | 1:10         |
| 4.                  | «The Pain Is Quite Terrific» | 0:40         |
| 5.                  | «Put That Dress Down»        | 0:44         |
| 6.                  | «Chrysalis»                  | 0:45         |
| 7.                  | «I Believe in You»           | 1:16         |
| 8.                  | «This Is My Chance»          | 0:50         |
| 9.                  | «Back to the Basement»       | 1:21         |
| 10.                 | «Adventure Time»             | 0:37         |
| 11.                 | «Fab G»                      | 0:42         |
| 12.                 | «Cautionary Magic»           | 0:40         |
| 13.                 | «Meeting the Queen»          | 0:48         |
| 14.                 | «First Dance»                | 1:26         |
| 15.                 | «Romance & Rodents»          | 0:54         |
| 16.                 | «Palace Escape»              | 2:29         |
| 17.                 | «Stroke of Midnight»         | 0:45         |
| 18.                 | «Could It Be Love»           | 1:45         |
| 19.                 | «Viviane's Lament»           | 2:42         |
| 20.                 | «Escape Plan»                | 0:37         |
| 21.                 | «Search for Ella»            | 0:52         |
| 22.                 | «I Choose You»               | 0:44         |
| 23.                 | «We're in Business»          | 0:29         |
| 24.                 | «A Lady's Right to Rule»     | 0:50         |
| Общая длительность: | Общая длительность:          | 24:46        |

## Маркетинг
В рамках маркетинга фильма Amazon Prime Video заключила партнёрство с Mercedes-Benz в августе 2021 года. 9 августа японский бренд обуви Onitsuka Tiger объявил о выпуске кроссовок ограниченной серии, созданных в сотрудничестве с Золушкой. 11 августа бренд волос John Frieda объявил о сотрудничестве с Золушкой.

## Выход
Золушка была выпущена в некоторых кинотеатрах и в цифровом виде в 240 странах через Amazon Prime Video 3 сентября. Премьера состоялась 30 августа 2021 года в Греческом театре в Лос-Анджелесе. Samba TV сообщила, что 1,1 миллиона американских домохозяек транслировали фильм в течение первых четырёх дней после его выхода.
В июне 2019 года Sony запланировала выход фильма на 5 февраля 2021 года. В январе 2021 года дата выхода была перенесена на 16 июля 2021 года. В мае 2021 года Sony отменила театральный дебют фильма и объявила, что фильм был куплен студиями Amazon, за исключением Китая, Sony также сохранит права на домашние развлечения и линейное телевидение на фильм.

## Прием
По данным Samba TV, фильм посмотрели 1,1 миллиона американских семей в течение четырёхдневного дебюта в выходные в День труда. По данным аналитической компании Screen Engine, «Золушка» была самым популярным потоковым фильмом в те выходные, а также самым популярным музыкальным фильмом в 2021 году.
На агрегаторе отзывов Rotten Tomatoes фильм имеет рейтинг одобрения 42 % на основе 122 отзывов со средним рейтингом 5,00/10. Консенсус критиков веб-сайта гласит: Эта достойная пения Золушка посыпает современной сказочной пылью знаменитую сказку, но плоские выступления и неуклюжие диалоги часто заставляют смотреть её как рутину. На Metacritic она имеет средневзвешенный балл 41 из 100, основанный на отзывах 30 критиков, что указывает на смешанные или средние отзывы.
Ричард Роупер из Chicago Sun-Times дал фильму 3 звезды из 4 и похвалил Кабельо за её выступление, сказав, что у неё настоящий талант к комедии, и описал фильм как оптимистичный, свежий и сентиментальный, пронизанный острым юмором и наполненный знакомыми и запоминающимися поп-мелодиями, переделанными в соответствии с сюжетной линией. Джонатан Сим из Chicago Sun-Times. ComingSoon.net написал: Это более очаровательный взгляд на романтическую историю, на протяжении всего фильма есть милые, романтичные моменты.
Кортни Говард из Variety назвала его посредственным мюзиклом и, несмотря на некоторую похвалу за инновации, критически отнеслась ко многим творческим решениям, непоследовательному ритму, развитию персонажа. Гейл Секейра из Film Companion написала: Каждая новая ситуация ― это повод для персонажей петь, каждый вопрос ― это возможность произнести проповедь.

## Комментарии
1. ↑  Указано под Sony Pictures